# Palaeosiro birmanicum
Palaeosiro birmanicum -gatunek kosarza z podrzędu Cyphophthalmi i rodziny Stylocellidae. Jest jedynym znanym przedstawicielem monotypowego rodzaju Palaeosiro.